# Liste der Flüsse in Rhode Island
Die Liste der Flüsse in Rhode Island gibt einen Überblick über alle Flussläufe in dem US-amerikanischen Bundesstaat. Alle hier aufgeführten Flüsse münden direkt oder indirekt in den Atlantischen Ozean.

## Flüsse ohne Zuflüsse
- Annaquatucket River
- Kickamuit River
- Maskerchugg River
- Moosup River (Mündung des Flusses befindet sich im Staat Connecticut)
- Mill Creek, auch Pine River
- Saugatucket River

## Einzugsgebiet des Pawcatuck River
- Pawcatuck River
  - Ashaway River
    - Green Fall River

  - Beaver River
  - Chipuxet River
  - Wood River
    - Flat River

  - Usquepaug River
    - Queen River
- Pettaquamscutt River
  - Mattatuxet River

## Einzugsgebiet des Potowomut River
- Potowomut River
  - Hunt River

## Einzugsgebiet des Providence River
- Providence River
  - Moshassuck River
    - West River

  - Pawtuxet River
    - North Branch Pawtuxet River
      - Moswansicut River
      - Ponaganset River

    - Pocasset River
    - South Branch Pawtuxet River
      - Big River
        - Carr River
        - Congdon River
        - Nooseneck River

      - Flat River
      - Mishnock River

  - Seekonk River
    - Blackstone River
      - Abbott Run
        - Millers River

      - Branch River
        - Chepachet River
        - Clear River
          - Nipmuc River
            - Chockalog River

          - Pascoag River

      - Mill River
      - Peters River

    - Ten Mile River
      - Seven Mile River
        - Wilde River

  - Woonasquatucket River
    - Stillwater River

## Einzugsgebiet des Sakonnet River
- Sakonnet River
  - Maidford River
    - Maiford River

  - Quaket River

## Einzugsgebiet des Warren River
- Warren River
  - Barrington River
    - Runnins River

  - Palmer River